# Parque nacional Cerro de la Estrella
El Parque Nacional Cerro de la estrella está ubicado dentro de la extensión que conforman tanto la elevación montañosa conocida como el Cerro de la Estrella, y los bosques y parajes inmediatos al lugar que se encuentran ubicados en la parte Suroeste del Distrito Federal.
El parque como tal fue creado mediante un decreto publicado el 14 de agosto de 1938, considerando como aspectos importantes el significado que tiene la montaña como símbolo religioso y arqueológico en el Valle de México desde la época prehispánica por una parte, y como zona de conservación forestal y de recreación en la parte Oriental de la Ciudad de México, Objetivos del decreto de la creación del parque nacional Cerro de la Estrella. La cual se encuentra densamente poblada.

## Historia
Dentro de este parque se encuentran un adoratorio y restos arqueológicos (sobre todo en algunas de las cuevas) que datan de la época prehispánica. El lugar era un punto sagrado para los diversos pueblos que se fueron asentando en el Valle de México, principalmente para los aztecas quienes llevaron a cabo la celebración del ritual del Fuego Nuevo en el sitio.
La religión católica celebra en este lugar la representación de la Semana Santa cada año desde mediados del siglo XIX; con el cerro representando al Monte Gólgota. La tradición señala que desde el año de 1843 el pueblo de Iztapalapa cumple con la promesa de realizar esta representación como agradecimiento a sus plegarias por evitar la epidemia de cólera que azotó a la Ciudad de México y a los pueblos cercanos hacia el año de 1833. En la sección de historia de la página oficial de la representación de la Semana Santa en Iztapalapa
El lugar se encuentra absorbido por la presión de la mancha urbana: Asentamientos irregulares, zonas habitacionales, suelos con uso agrícola, un panteón y un basurero han ocasionado que se haya reducido su extensión original.

## Aspectos físicos

### Ubicación
Este parque se encuentra dentro de los límites de la delegación Iztapalapa, en el Distrito Federal. Para llegar a este lugar desde el centro de la Ciudad de México se toma la vía conocida como Calzada de la Viga con dirección al Sur, hasta la Calzada Ermita - Iztapalapa, la cual se toma con dirección al Oriente hasta llegar a la desviación que conduce a la vía de acceso al parque.

### Orografía
El Cerro de la Estrella es un pequeño promontorio de origen volcánico, los gases subterráneos generados dieron origen a las numerosas cuevas que existen en sus inmediaciones. La altura máxima que alcanza es de 2460 m s. n. m.
Prácticamente se ubica dentro del Eje Neovolcánico, y cercano a la pequeña cadena montañosa que forma la Sierra de Santa Catarina en el Valle de México.

### Hidrografía
Prácticamente no hay ríos que atraviesen el parque y la parte baja de la zona anteriormente estaba ocupada por el Lago de Texcoco. Este lugar sirve como recarga de los mantos acuíferos de la zona Oriente de la ciudad.

### Clima

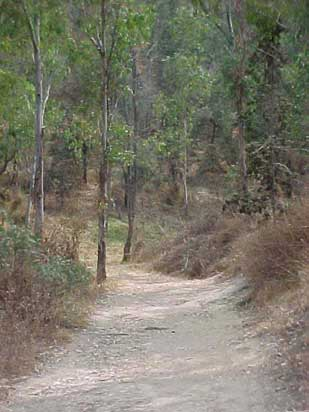
Vista de uno de los senderos que conducen a la cima de la montaña, la vegetación está compuesta principalmente por eucaliptos.

El clima que se presenta en el lugar es templado subhúmedo, con lluvias en los meses de verano.

## Flora y fauna
De acuerdo al Sistema Nacional de Información sobre Biodiversidad de la Comisión Nacional para el Conocimiento y Uso de la Biodiversidad (CONABIO) en el Parque Nacional Cerro de La Estrella habitan más de 380 especies de plantas y animales de las cuales 10 se encuentran dentro de alguna categoría de riesgo de la Norma Oficial Mexicana NOM-059 y 44 son exóticas.,
La presencia de los bosques originales que existieron en el lugar es prácticamente inexistente, debido en gran medida a la tala inmoderada y al cambio de uso de suelo con fines agrícolas y la urbanización.
La flora del lugar está compuesta principalmente por bosques de eucalipto que fueron introducidos durante el periodo de reforestación del parque, a los cuales les sigue en menor cantidad las especies de coníferas conocidas como pino patula y el cedro blanco.
La fauna original está desaparecida y la que predomina en el lugar se compone principalmente por mamíferos de menor tamaño, siendo mayoritaria la población de los roedores, de los que existen en el parque a saber son: la rata, el ratón y algunas ardillas, Zumbador Mexicano (Atthis heloisa), Lili (Echeandia mexicana), Bolsero Dorsioscuro (Icterus abeillei), Lagartija Escamosa Barrada (Sceloporus torquatus), El Saltaparedes (Tryomanes bewickii), Mirlo Dorso Rufo (Turdus rufopalliatus).

## Actividades recreativas
En este lugar se pueden practicar el senderismo, la caminata y el excursionismo. Es muy visitado los fines de semana ya que se realizan días de campo. También es común ver a paseantes en bicicletas por los senderos del lugar.

## La cueva del diablo
Dentro del parque nacional del Cerro de la estrella, existe un conjunto de cuevas muy singulares que ilustran de una forma ancestral el paisaje de este parque, en este conjunto, existe una cueva muy en particular llamada “La cueva del diablo”, cuya información es limitada debido a su profundidad, dentro de la población que rodea al parque, la gente describe un gran cantidad de historias en torno de esta cueva, se dice que tiene una desembocadura hasta los límites del estado de Puebla, pero esto no está confirmado, debido a que a cierta profundidad ya no es posible la expedición, al día de hoy la cueva se encuentra resguardada para evitar cualquier accidente.